# アストレプトセラス
アストレプトセラス（学名：Astreptoceras）は、南極大陸やニュージーランドで化石が発見されている、ディプロモセラス科に属する異常巻きアンモナイトの属。南極半島沖のジェイムズ・ロス島北部に分布するマランビオ層群スノー・ヒル・アイランド累層ガンマ部層で比較的多産しており、後期白亜紀のうち後期カンパニアン期に生息していたと考えられている。

## 記載
元々はプチコセラス属の種としてMarshall(1926)でPtychoceras zelandicumが記載されていたが、Spath(1953)でP. zelandicumはP. siphoと共に新属フィロプチコセラス属に再分類された。しかしP.zelandicumとP. siphoと殻の形状・肋・縫合線の特徴の差異に基づいて、HendersonはP.zelandicumをP. siphoと同じフィロプチコセラス（を当時亜属として包含していたポリプチコセラス属）や既存のディプロモセラス科の属に分類することはできないと考え、1970年にアストレプトセラス属を提唱した。

## 特徴
殻は小型で、真っ直ぐで、徐々に先細りする。螺環断面は円形をなす。くびれは成長初期段階には存在せず、螺環断面の直径が2ミリメートルに達した頃に直径の数倍の間隔を開けて出現する。成長後期段階では不規則な間隔で浅い二次的なくびれが生じ、またくびれと同様の傾斜をもつ細かい肋が狭い間隔で確認される。全体的な形状はリュウガセラ属（Ryugasella）に似るが、リュウガセラ属と違って成長初期段階に明瞭な肋は確認できず、また縫合線が単純である。背側縫合線は二叉に分かれている。
Hendersonによる記載時点で完全な化石は発見されておらず、ニュージーランドから産出した最大の断片が直径6ミリメートルである。Marshallの論文で言及されている住房は16ミリメートル、直径は72ミリメートルに達する。なお、Spathが1953年に南極半島グレアムランドから報告した本種の化石は背側縫合線が三叉に分かれており、フィロプチコセラスであるとHendersonにより判断されている。